# Åbergstorp
Åbergstorp is een dorp (småort) binnen de Zweedse gemeente Boden. Het stadje ligt op de noordoever (linkeroever) van de Lule een kilometer stroomopwaarts van Sävast, waardoor het bijna opgeslokt wordt. Door het dorp voert de Riksväg 97, hier logischerwijs Sävastväg geheten. Met zijn 8 hectare en 51 inwoners is het een van de kleinste småorts van de provincie Norrbottens län.
Bestuurscentrum: Boden (tätort)
Tätort: Bodträskfors · Gunnarsbyn · Harads · Sävast · Unbyn · Vittjärv
Småort: Åbergstorp · Brännberg · Bredåker · Buddbyn · Degerbäcken · Lakaträsk · Österåker · Överstbyn · Skogså · Sörbyn · Svartbjörnsbyn · Svartlå
Overig: Abramsån · Åkerholmen · Aldernäs · Alträsk · Åskogen · Brobyn · Flarken · Forsnäs · Forsträskhed · Gemträsk · Gransjö · Heden · Hundsjö · Inbyn · Lassbyn · Lombäcken · Mjedsjön · Mockträsk · Nedre Flåsjön · Norra Svartbyn · Norriån · Notträsk · Övre Flåsjön · Råbäcken · Rågraven · Rasmyran · Rödingsträsk · Rörån · Sandträsk · Skogså · Storsand · Svartbäcken · Södra Harads · Valvträsk · Vändträsk · Vibbyn
Wijk Boden: Södra Svartbyn en Trångfors